# Armia Ludowa
El Armia Ludowa o Al —nom en polonès traduït habitualment com a Exèrcit Popular— va ser un dels principals moviments de resistència polonesa durant la Segona Guerra Mundial en la Polònia ocupada pels nazis. Fundat pel Partit Obrer Polonès (PPR), va arribar a comptar amb més de 30.000 partisans comunistes. Els seus objectius principals eren acabar amb les tropes alemanyes estacionades a Polònia, recolzar a l'Exèrcit Roig i a la Unió Soviètica durant l'Ofensiva del Vístula-Óder i ajudar a la creació d'un Estat comunista a Polònia. Malgrat la seva importància dins de l'alliberament de Polònia, l'Armia Ludowa es va negar a formar part de l'Estat secret polonès, i va treballar conjuntament amb l'Armia Krajowa.

## Història

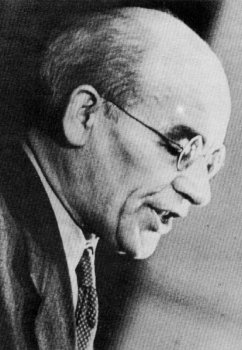
Władysław Gomułca, líder del Partit dels Treballadors Polonesos i fundador del Consell Nacional de l'Estat.

### Creació
Al contrari que l'Armia Krajowa, la qual va ser creada el 1939, l'Armia Ludowa no va ser establert fins al 1944. Anys enrere, s'havia començat a formar un moviment batejat com Gwardia Ludowa (traduït a l'espanyol com La Guàrdia del Poble). Finalment, l'1 de gener de 1944, el Consell Nacional de l'Estat (Krajowa Rada Narodowa, KRN) la va oficialitzar, aportant tropes i armes. L'ajuda per part del KRN va permetre que l'A L'augmentés el nombre de les seves tropes considerablement, passant de 10.000 membres a 40.000 al juliol del mateix any. La majoria dels homes eren partisanos (prop de 6.000 persones), soviètics i civils.
Encara que el seu nombre era molt inferior al del Armia Krajowa, l'ajuda per part de la Unió Soviètica va permetre al Armia Ludowa posseir moltes més armes que l'altre moviment de resistència polonès. No obstant això, el AK estava molt millor estructurat i comptava amb major disciplina que el Armia Ludowa.

### Operacions
D'acord amb les afirmacions de l'Armia Ludowa, l'A EL va estar present en prop de 900 operacions, matant a 20.000 alemanys, descarrillant 350 trens i destruint 79 ponts. No obstant això, les gestes de l'A L'eren exagerades significativament per la propaganda comunista en la República Popular de Polònia. L'historiador polonès Piotr Gontarczyk sosté que només al voltant del 5 o 10 % de les accions descrites per l'A EL van tenir realment lloc en el marc de la Segona Guerra Mundial. A més, molts dels alemanys assassinats per l'A EL no eren nazis, sinó civils alemanys o oficials de l'administració alemanya. Segons l'historiador nord-americà d'origen polonès Mieczyslaw B. Biskupski, A l'estava menys preocupat en la lluita contra els alemanys que en la lluita contra l'Armia Krajowa. Segons Gontarczyk i Janusz Marszal, fins i tot el Armia Ludowa solia passar trucades anònimes sobre el AK a la Gestapo.
El Armia Ludowa també va participar en l'Aixecament de Varsòvia. Si bé les afirmacions oficials de l'A L'esmentaven que uns 1.800 soldats van ser enviats a lluitar allí, la recerca moderna suggereix que el nombre real de tropes rondava els 500.
A mesura que l'A EL perdia a poc a poc suports per part de la Unió Soviètica, la qual s'encarregava de subministrar-li armament, tropes i subministraments, l'A L'es va veure obligat a realitzar requisiciones forçades, recorrent a robar en mansions i esglésies per tractar de sobreviure. L'estat de desesperació va ser tal que membres de la Al van arribar a assassinar jueus, o fins i tot a lluitar entre ells.

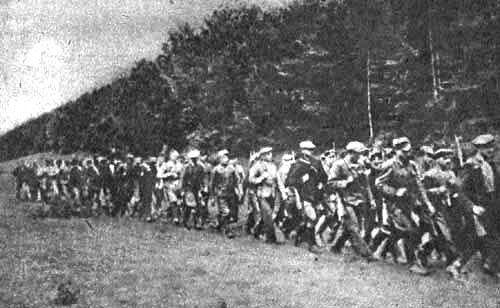
Membres del Armia Ludowa en un bosc proper a Lublin.

En una de les seves operacions més secretes i controvertides, els agents de la llavors Gwardia Ludowa es van apoderar d'un important arxiu del AK el 17 de febrer de 1944. Els documents de major importància pels de l'A EL van ser confiscats, i la resta van ser lliurats als agents de la Gestapo. Set membres del Armia Krajowa van ser fets presoners, i probablement executats poc després.

### Postguerra
El comandant del Armia Ludowa era el general Michał Rola-Żymierski, i el cap de l'Estat Major va ser membre del Comitè Central del Partit Obrer Polonès, anomenat Franciszek Jóźwiak. Això va fer que el Armia Ludowa, després de la Segona Guerra Mundial, comenci a augmentar encara més la seva influència en l'aleshores acabada de crear República Popular de Polònia, governada per Bolsław Bierut.
El moviment anticomunista que va començar a sorgir en la dècada dels 50 contra el Govern comunista i el Armia Ludowa va fer que molts partisanos comencessin a perseguir a tots aquells desertors i traïdors. Molts d'ells van rebre l'àlies de soldats maleïts. El final del comunisme a Polònia va portar amb si l'extinció del Armia Ludowa i la desintegració de la seva organització. Fins i tot l'Institut Polonès de Memòria Nacional cataloga el Armia Ludowa dins del moviment de partisanos soviètics en lloc del moviment de resistència polonès.